# Le Dit des Heike

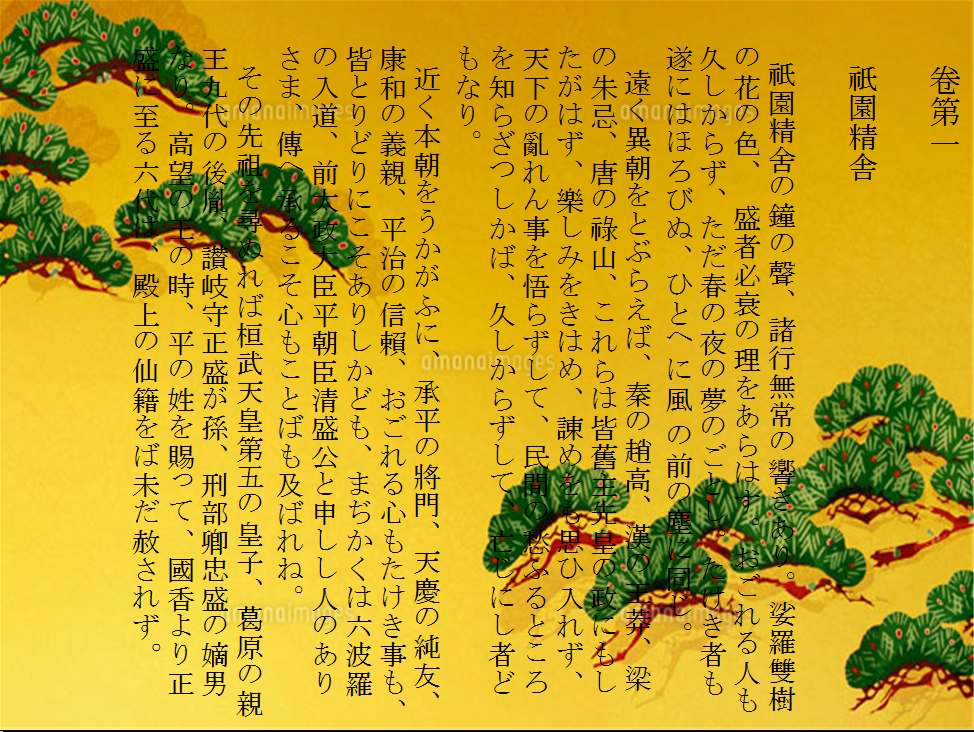

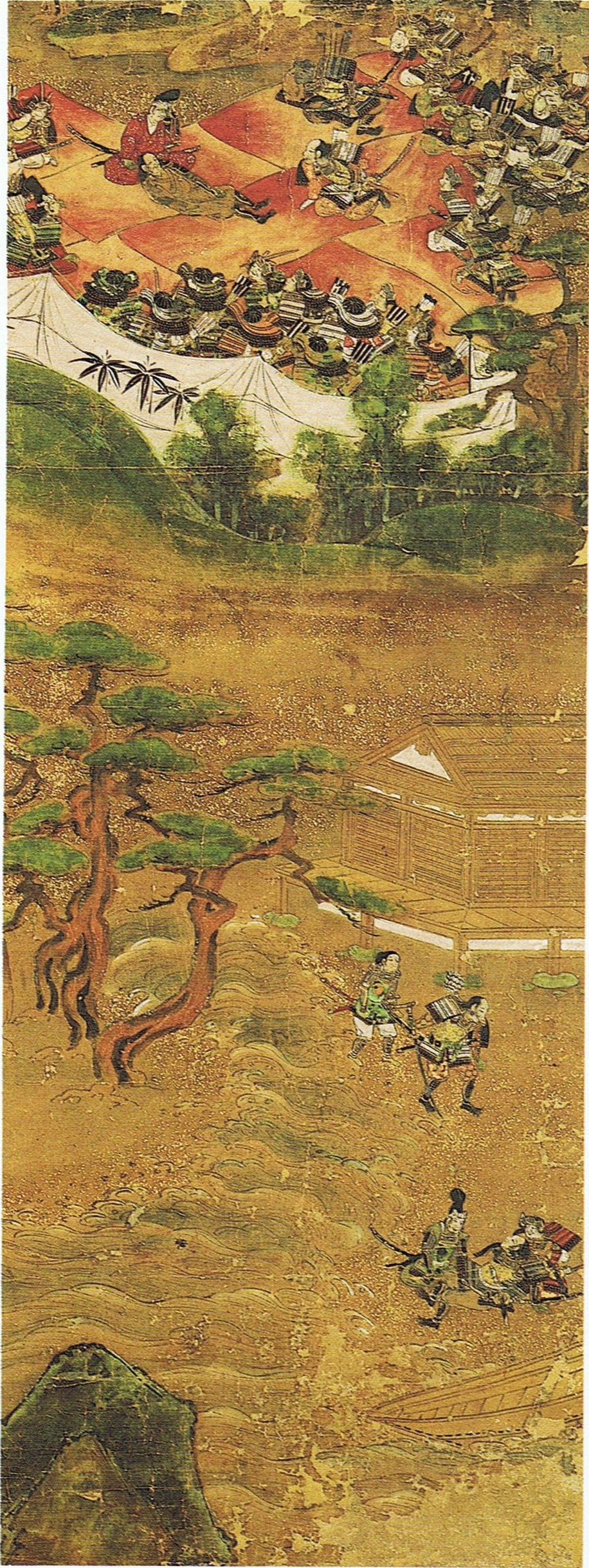
Une des illustrations du livre.

Le Dit des Heike (平家物語, Heike monogatari) est une chronique poétique (ou, si l'on veut, une épopée en prose, à l'exception des huit premières lignes qui constituent un court poème préliminaire, le « Gion Shôja ») qui raconte la lutte entre les clans Minamoto et Taira au XIIe siècle pour le contrôle du Japon, et dont le point culminant est la bataille de Dan-no-ura en 1185. Recueillie de la tradition orale dès le XIIIe siècle et considérée comme l'un des grands classiques de la littérature japonaise médiévale, elle est un produit de la tradition des biwa hōshi, musiciens aveugles qui sillonnaient le pays et gagnaient leur vie en récitant des poèmes épiques tout en s'accompagnant au biwa (luth).

## Résumé
Le thème central de l'histoire est le récit de la chute des puissants Taira, le clan de samouraïs, qui, après avoir défait les Minamoto en 1161, étaient si consumés par l'ambition qu'ils semèrent les graines de leur propre destruction et furent finalement vaincus par des Minamoto revitalisés en 1185. Ce thème est très bouddhique — c'est une leçon de morale au sujet de l'attachement aux désirs temporels. En dépit de la nature complexe et sanglante de la majeure partie de cette épopée, le thème primordial laisse à penser que la récitation visait à apaiser les âmes des guerriers tombés au combat, mais également à expliquer le changement de régime politique à la population de l'archipel.

## Découpage
De nombreuses variantes du texte ont été mises à l'écrit au cours des siècles qui suivirent le conflit de Genpei. Leur contenu et leur longueur peut grandement changer d'une version à une autre.
Ce récit est découpé en épisodes dont le nombre diffèrent selon la variante et qui sont destinés à être récités au cours d'une série de veillées nocturnes. Cette épopée, principalement guerrière, est centrée sur les personnages singuliers qui composent les différents camps, mais elle inclut également un certain nombre d'histoires d'amour qui renvoient à la littérature plus ancienne de l'ère Heian, ainsi que de nombreux poèmes.
La narration du Dit peut généralement être divisée en trois sections. La figure centrale de la première est Taira no Kiyomori, décrit comme arrogant, maléfique, sans pitié et tellement consumé par les feux de la haine que son corps fiévreux ne refroidit pas une fois immergé dans l'eau. Le personnage principal de la seconde section est le général Minamoto no Yoshinaka. Après sa mort, le troisième et dernier personnage principal est le grand général Minamoto no Yoshitsune, génie militaire qui est faussement accusé par son frère aîné, le rusé politicien Minamoto no Yoritomo.

## Influence
Le Dit des Heike a fourni le matériau de base pour nombre de travaux artistiques ultérieurs, surtout des pièces de théâtre nô, de kabuki, et des ukiyo-e.

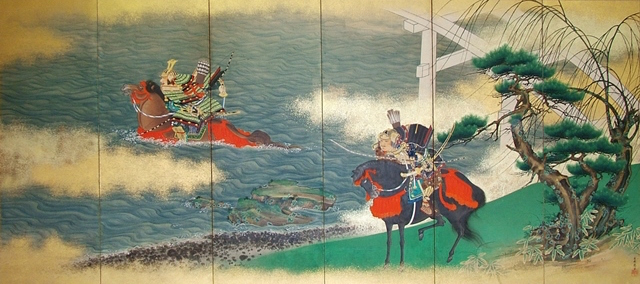
Arc abandonné.
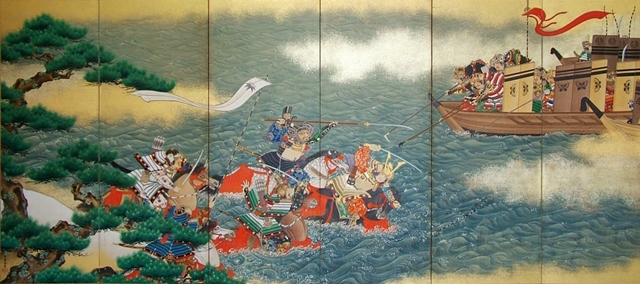
Avant-garde à la rivière Uji.
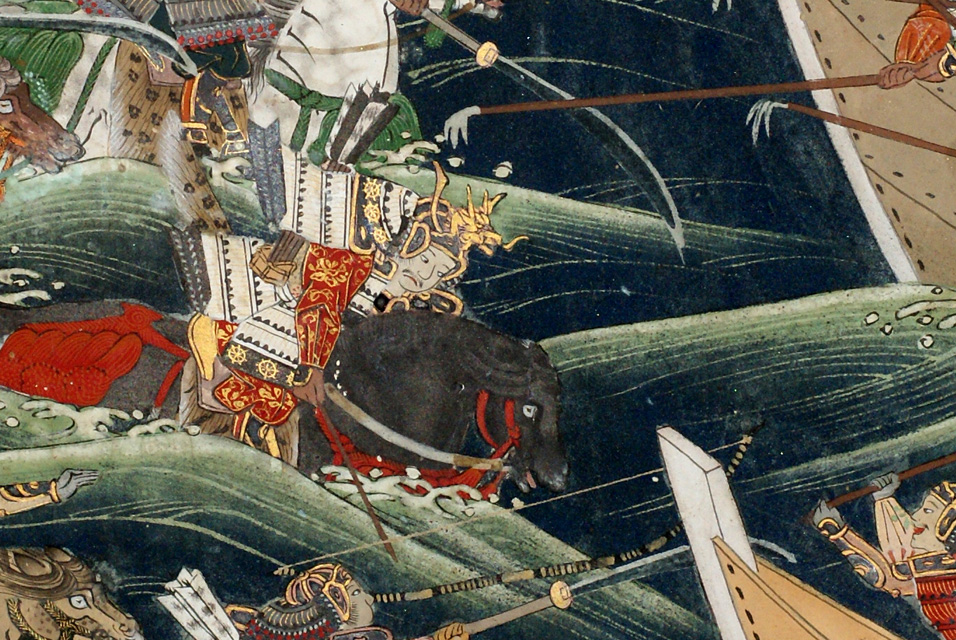
Détail de scène.

Il a également inspiré de nombreuses œuvres modernes, telle que The Heike Story, série animée basée sur une traduction moderne d'Hideo Furukawa du Dit des Heike.

## Traductions françaises
- Le Dit des Heiké. Cycle épique des Taïra et des Minamoto (trad. René Sieffert), vol. II, Publications orientalistes de France, 1976 (réimpr. Verdier/poche, 2012).
- Pour d'autres traductions voir: Notes du mont Royal